# Joseph Holzer
Joseph Holzer, auch Josef Holzer, (* 20. März 1824 in Wien; † 17. Jänner 1876 ebenda) war ein österreichischer Landschaftsmaler und Lithograf.

## Leben
Holzer war von 1837 bis 1841 ein Schüler der Landschaftsschule von Thomas Ender und Franz Steinfeld an der Wiener Akademie der bildenden Künste und trat 1840 in die Gravierschule ein, wo er den ersten Preis erhielt. Ab 1846 unternahm er Studienreisen nach Deutschland, Belgien, Ungarn, die Niederlande und in die Schweiz. Anfangs litten seine Bildnisse an zu genauer Detailmalerei, so dass sie eher hart und trocken wirkten. Er ging 1856 als kaiserlicher Stipendiat für drei Jahre nach München, wo ihn die damaligen Stimmungslandschaften beeinflussten.
Während seines Aufenthalts auf dem gräflich Pálffyschen Schlosse Stampfen in den Karpaten wurde er durch die dortigen Urwälder beeinflusst. Er fertigte mehrere Gemälde des karpatischen Hochwaldes oder des Wiener Waldes, wobei er seine Werke oftmals mit Wildtieren oder Jagdszenen ausstaffierte. Holzer war seit 1866 wirkliches Mitglied der Wiener Kunstakademie und beschickte deren Ausstellungen von 1845 bis 1877 mit seinen Landschaften. Er war später auch Mitglied der Akademie in Venedig. Er starb 1876 in seiner Heimatstadt Wien.

## Werke (Auswahl)

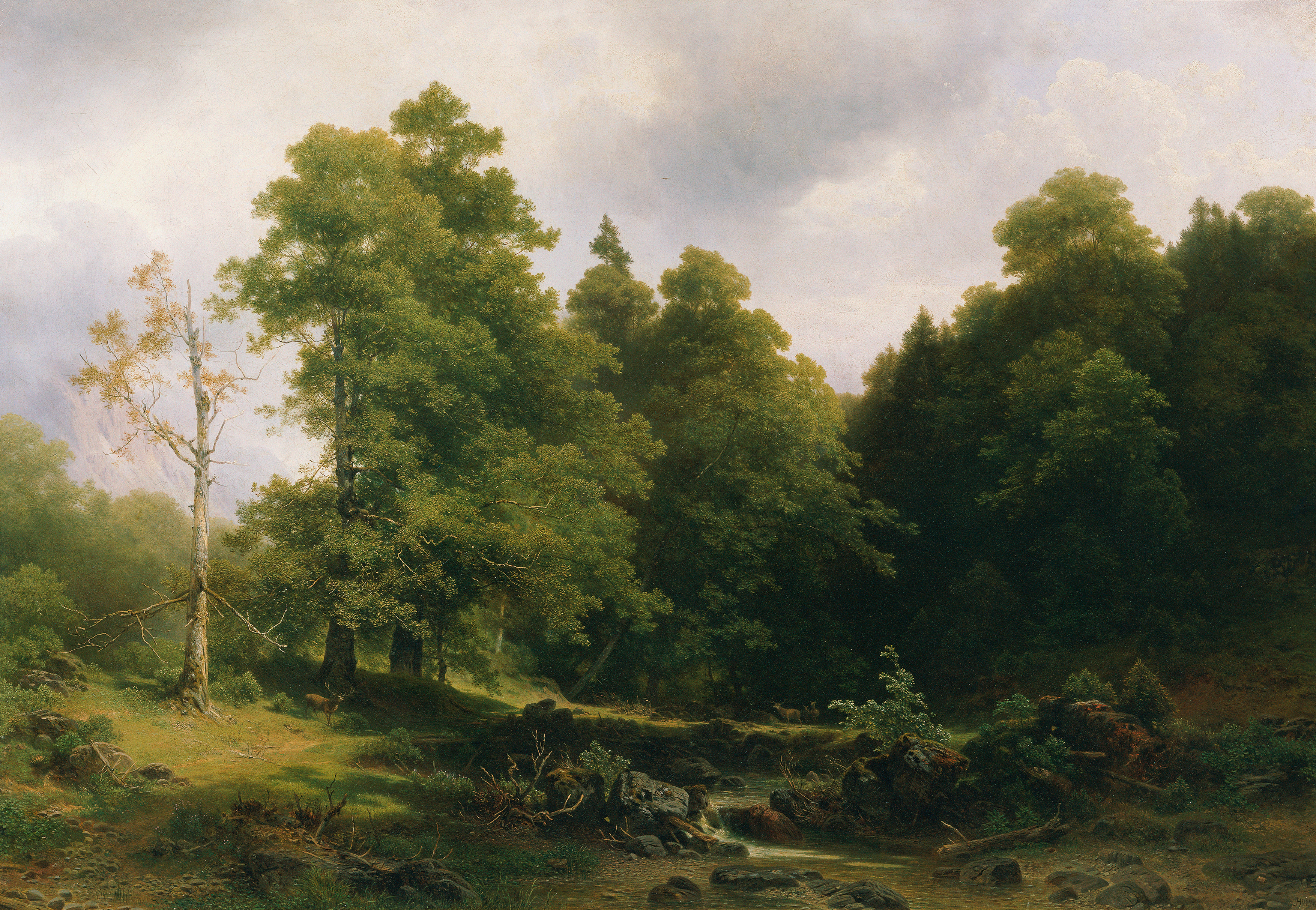
Der stille Waldwinkel

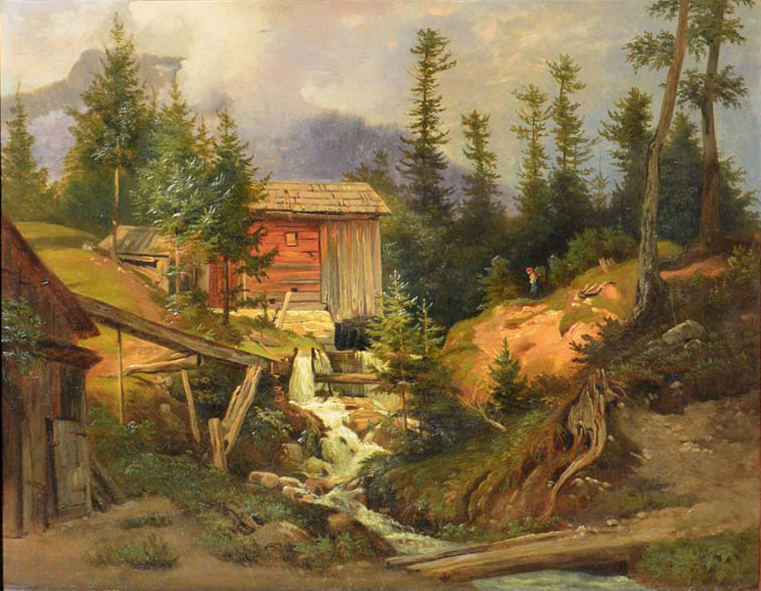
Gebirgige Landschaft mit Fluss

- Der stille Waldwinkel (Österreichische Galerie Belvedere zu Wien),
- Die Hirschjagd
- Der Dachstein
- Eine Partie aus dem Wienerwald
- Partie aus einem fürstlich Liechtenstein’schen Wildpark bei Lundenburg
- Motiv aus der Ramsau
- Ausgang eines Waldes mit Fernsicht (1845)
- Das Kaisergebirge in Tirol (um 1859)
- Waldlandschaft mit Gruppen mächtiger, zum Teil verwitterter Eichen (1859)
- Buchenpartie mit Bach (um 1864)
- Schloss Leopoldskron bei Salzburg (1866)
- Motiv aus den Kleinen Karpathen auf dem Wege von Stampfen bei Pressburg nach St. Georgen (1867)
- Die Mühlsturzhörner im bayrischen Hochgebirge (1872)

Seine letzte Arbeit war ein Bilderzyklus für den Fürsten von Montenuovo: fünf große Ansichten aus dessen Jagdgebiet.

## Auszeichnungen (Auswahl)
- 1841: Hofpreis 2. Klasse
- 1855: zweijähriges kaiserliches Reisestipendium
- 1859: Reichel-Künstlerpreis[3]